# Antonio Pallotta
Antonio Pallotta (ur. 23 lutego 1770 w Caldaroli, zm. 19 lipca 1834 w Montecassiano) – włoski duchowny katolicki, kardynał, bratanek kardynała Guglielmo Pallotty.
Pochodził z arystokratycznego rodu. 10 marca 1823 Pius VII wyniósł go do godności kardynalskiej. Wziął udział w konklawe wybierających Leona XII, Piusa VIII i Grzegorza XVI. Od 1833 do śmierci był prefektem Najwyższego Trybunału Sygnatury Apostolskiej.